# Samopal 23
Samopal 23 a 25 (původně vz. 48a/b) a dále Sa 24 a Sa 26 (lidově také nazýván pumpička) byly v letech 1948 až 1958 hlavními pěchotními zbraněmi československé armády. Používají náboj 9 mm Luger (Sa 23 a Sa 25) a 7,62 × 25 mm Tokarev (Sa 24 a Sa 26) a jsou vybaveny dynamickým (neuzamčeným) závěrem. Mohou střílet jednotlivými ranami nebo dávkou.
Pozn. Mnoho literatury uvádí před krycími jmény zbraní vz., tedy označení roku zavedení do výzbroje armády, ale toto označení je chybné a označení zbraně se má psát bez vz. neboť se nejedná o rok zavedení do výzbroje, ale krycí název zbraně. K chybě často docházelo překladem z cizojazyčné literatury. 
Správnou terminologii udávají samostatné předpisy pro zbraně (dostupné např. ve sbírkách VHÚ). 

## Vývoj
Po skončení 2. světové války bylo potřeba vybavit československou armádu moderním samopalem. Vojenská správa proto vydala „Směrnice pro vývoj samopalu“ – požadovala se ráže 9 mm Parabellum nebo 7,62 × 25 mm Tokarev. V letech 1946–1948 pak probíhala soutěž, které se zúčastnily Zbrojovka Brno a Zbrojovka Strakonice. V průběhu konstrukčních prací navrhl Jaroslav Holeček „závěr kolem hlavně“ (závěr byl z větší části navlečen kolem hlavně a nikoliv umístěn za hlavní jak je obvyklé, takže se zkrátila délka zbraně). Závěr byl použit na samopalu ČZ 47/p (jeden ze soutěžních prototypů). Toto řešení získalo velkou oblibu a bylo požadováno pro všechny dále testované prototypy (ČZ 47/p Zbrojovky Strakonice a ZK 476 Zbrojovky Brno). Vítězem se stal samopal Zbrojovky Strakonice a byl zaveden do výzbroje jako 9 mm samopal vz. 48a (s pevnou pažbou) a vz. 48b (se sklopnou ramenní opěrkou). V roce 1950 byly oba modely přejmenovány na Sa 23 (vz. 48a) a Sa 25 (vz. 48b). V roce 1951 byly na základě unifikace se SSSR samopaly překonstruovány na náboj 7,62 × 25 mm Tokarev a označeny 7,62 mm samopal 24 (s pevnou pažbou) a  26 (se sklopnou ramenní opěrkou).

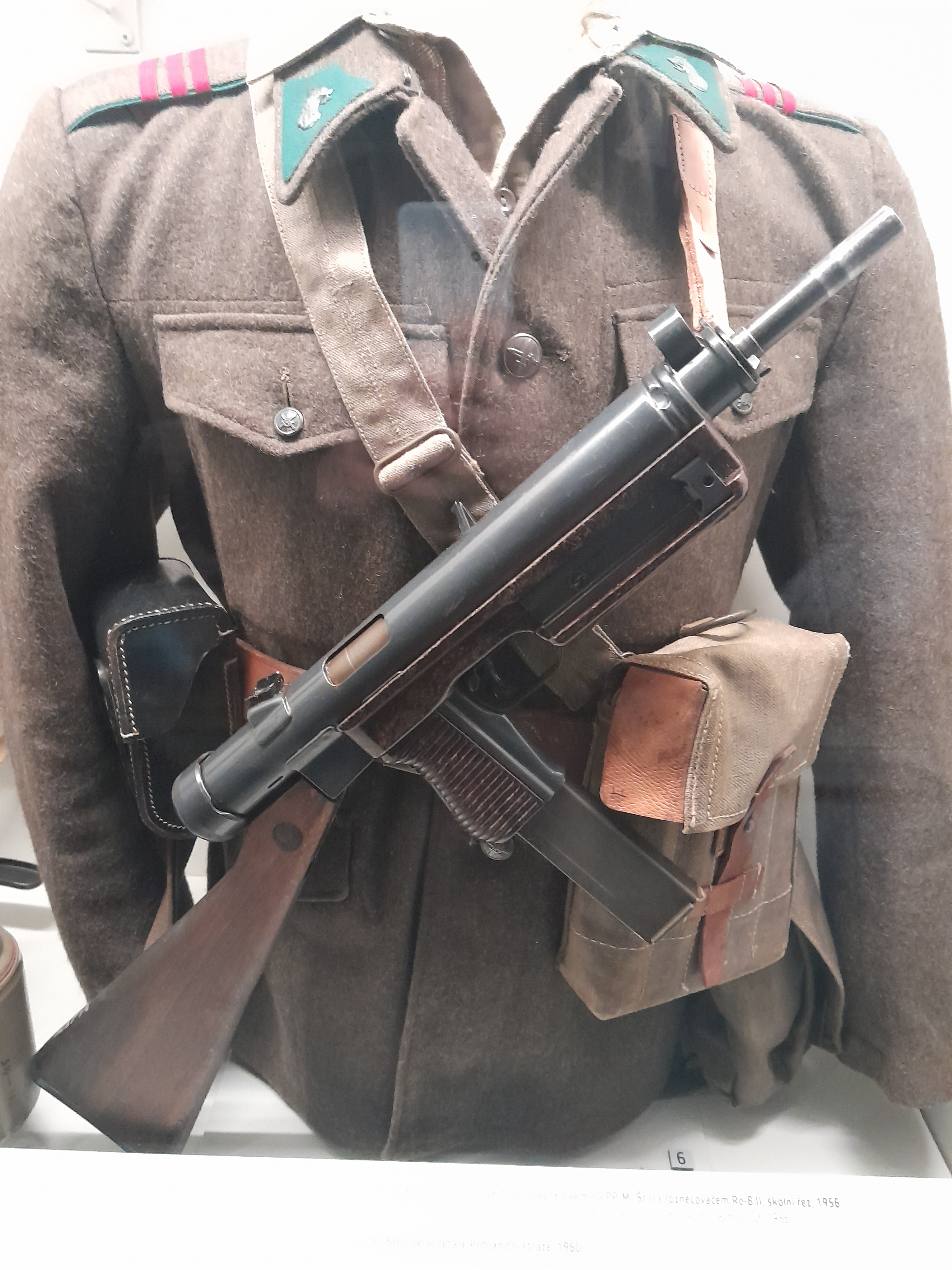
SA24
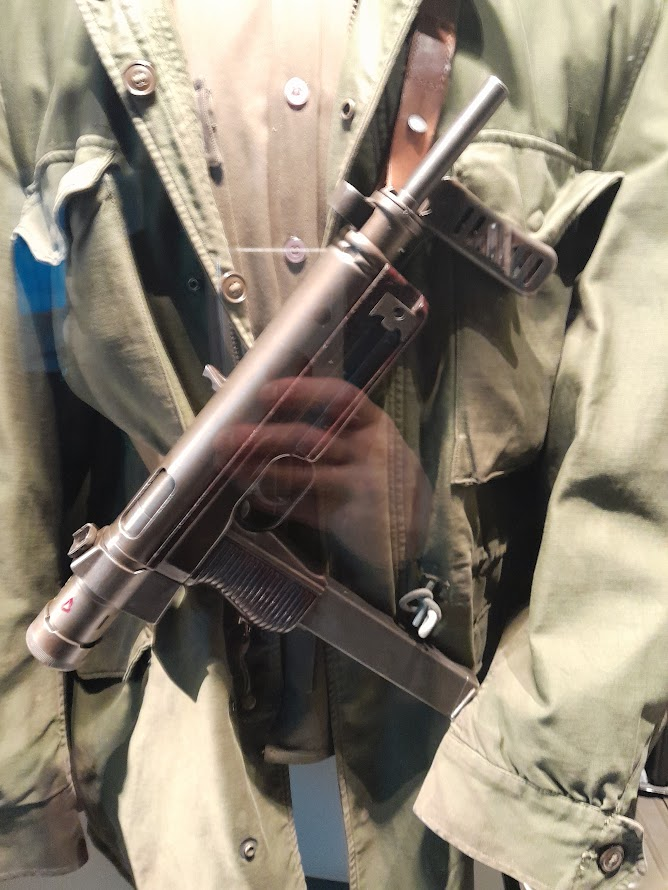
SA25
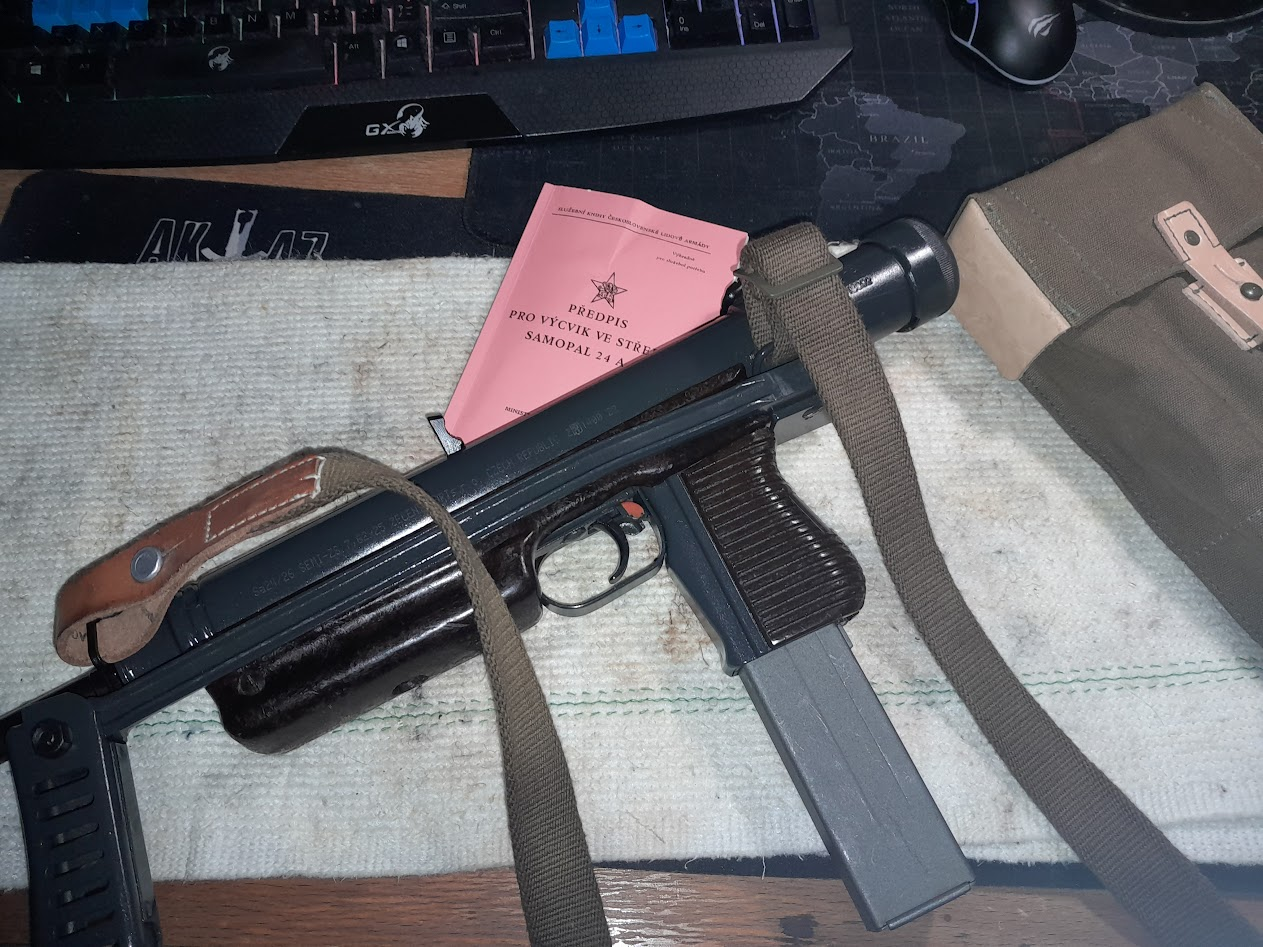
SA26
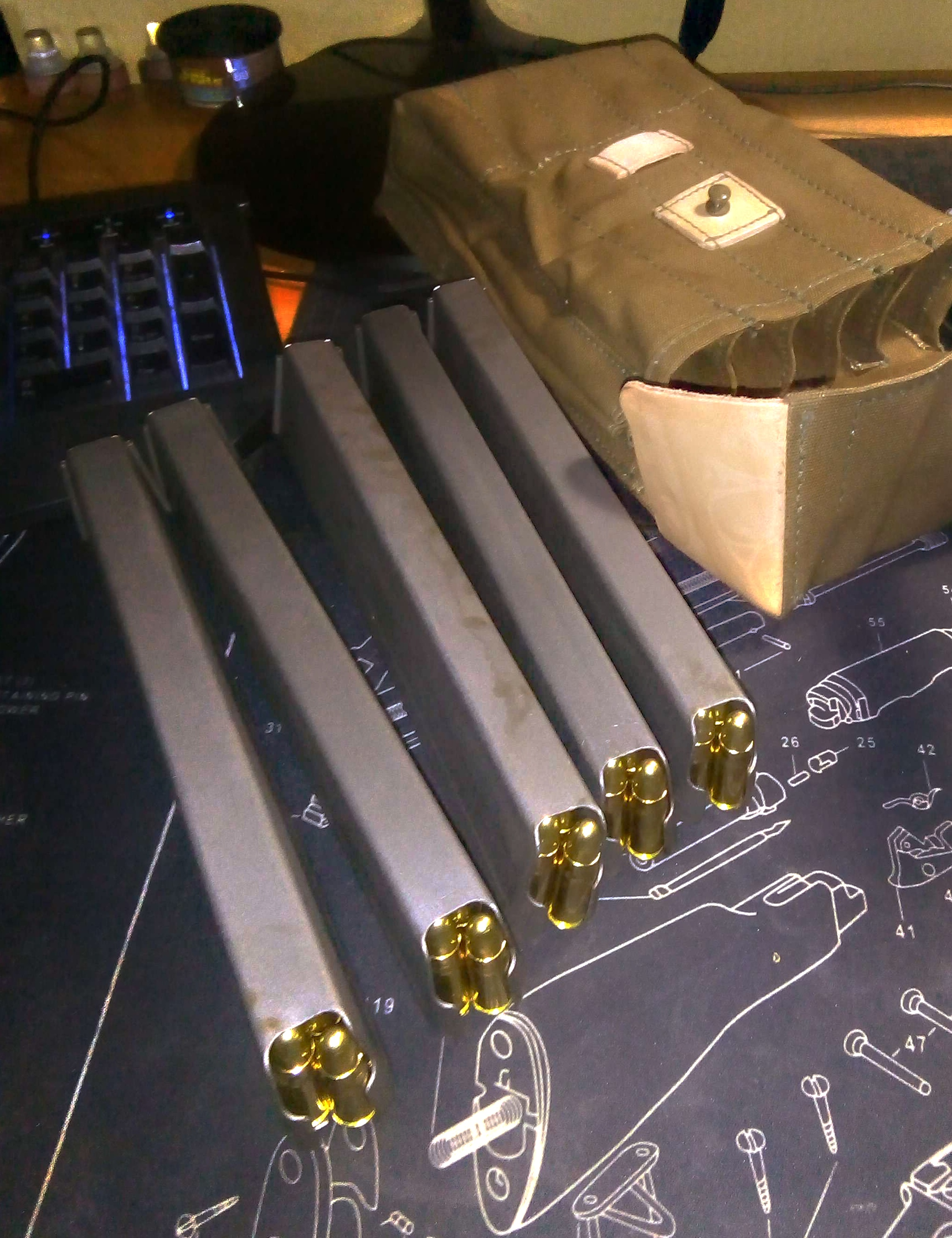
SA24/26 Zásobníky
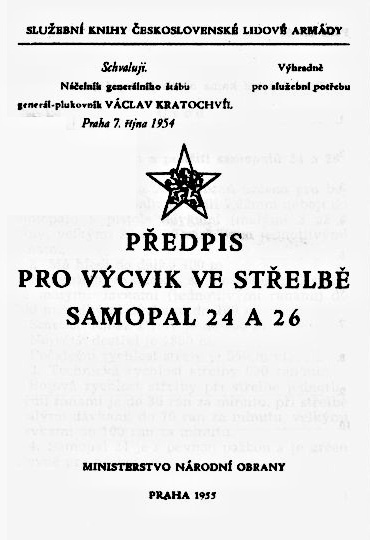
Předpis pro výcvik ve střelbě SA24/26

## Konstrukce

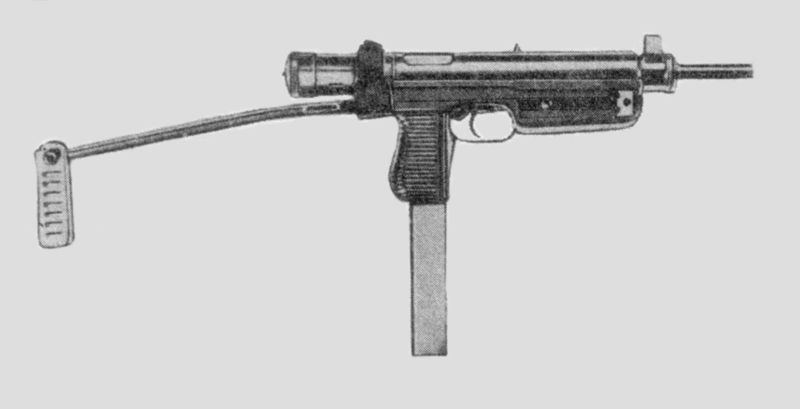
Samopal 25

Zbraň střílí z nataženého závěru (před výstřelem je závěr v zadní poloze a náboj je v zásobníku). Závěr je dynamický, ovládaný impulsem prachových plynů. Je opatřen podélným otvorem, který vede od předu závěru až k lůžku pro dno nábojnice. Na hlavni je navlečen tak, že je lůžko opřeno o dno nábojnice a zbytek závěru je převlečen přes hlaveň. Okénko pro vyhazování prázdných nábojnic je umístěno tak, že je v přední a zadní poloze překrývá pouzdro zbraně. Pouze v určitém bodě své dráhy se okénka závěru a pouzdra zbraně překrývají. Tím je zamezeno vnikání nečistot do zbraně. Zadní konec těla zbraně je zakončen odnímatelným víčkem, do nějž je zevnitř zasunuta vodící tyčka předsuvné pružiny závěru, která je druhým koncem uložena ve žlábkovitém vybrání závěru. Síla předsuvné pružiny závěru drží víčko na místě. To lze zatlačením proti síle pružiny a následným pootočením vyndat. S víčkem je také spojen vyhazovač, který prochází závěrem k lůžku nábojnice. Vyhazovací okénka jsou umístěna vpravo nahoře. Vlevo nahoře je napínací páka závěru. Za spouští je umístěna příčně posuvná pojistka, která brání pohybu spouště. Spoušťový mechanizmus může střílet jednotlivými ranami nebo dávkou. Při lehkém stisku spouště zbraň střílí jednotlivými ranami, při plném stisku dávkou. Hlaveň je držena pomocí matice umístěné v přední části pouzdra, která ji s pouzdrem spojuje. Matice je zajištěna pružnou podložkou. Muška i hledí jsou umístěny na horní straně pouzdra zbraně. Na pravé straně pouzdra je plnička, která umožňuje plnění zásobníku náboji uloženými v páscích. Zásobník je uložen zespodu v pažbičce zbraně.
Samopaly 7,62 mm Sa 24 a Sa 26 se od modelů 9 mm Sa 23 a Sa 25 liší jen použitím jiného náboje a z toho vyplývající změny vývrtu hlavně a úpravou nábojové komory. Protože má náboj 7,62 × 25 mm Tokarev lahvičkovou nábojnici namísto jednoduchého válce jako 9 mm Parabellum, mají samopaly Sa 24 a Sa 26, kvůli správnému podávání náboje zásobník vykloněný koncem mírně dopředu.

## Varianty
- Samopal vzor 48A / 23 verze s pevnou pažbou
- Samopal vzor 48B / 25 verze se sklopnou opěrkou
- Samopal 24 je vlastně vzor 48A / 23 pro náboj 7,62 × 25 TT
- Samopal 26 je vlastně vzor 48B / 25 pro náboj 7,62 × 25 TT

Pro  SA24/26 je dostupná vyměnitelná hlaveň v ráži 9 mm Luger (9x19 mm), rozlišení zbraní dle použitého střeliva, není hlavním znakem rozlišení zbraní. 

### Technické charakteristiky
| Samopal                     | Sa 23                | Sa 25                | Sa 24                | Sa 26                |
| --------------------------- | -------------------- | -------------------- | -------------------- | -------------------- |
| Ráže mm                     | 9                    | 9                    | 7,62                 | 7,62                 |
| Náboj                       | 9 × 19 mm Parabellum | 9 × 19 mm Parabellum | 7,62 × 25 mm Tokarev | 7,62 × 25 mm Tokarev |
| Úsťová rychlost střely m/s] | 380                  | 380                  | 550                  | 550                  |
| Kadence [ran/min]           | 600                  | 600                  | 650                  | 650                  |
| Kapacita zásobníku          | 24/40                | 24/40                | 32                   | 32                   |
| Délka zbraně [mm]           | 686                  | 445/686              | 686                  | 445/686              |
| Hmotnost zbraně kg]         | 3,27                 | 3,50                 | 3,30                 | 3,10                 |
| Délka hlavně [mm]           | 284                  | 284                  | 284                  | 284                  |
| Počet drážek v hlavni       | 6                    | 6                    | 4                    | 4                    |
| Délka záměrné [mm]          | 400                  | 400                  | 400                  | 400                  |
| Účinná dálka střelby m]     | 200                  | 200                  | 300                  | 300                  |

## Uživatelé
- Československo
- Švýcarsko  (2 vzorky - SA23 a SA25)

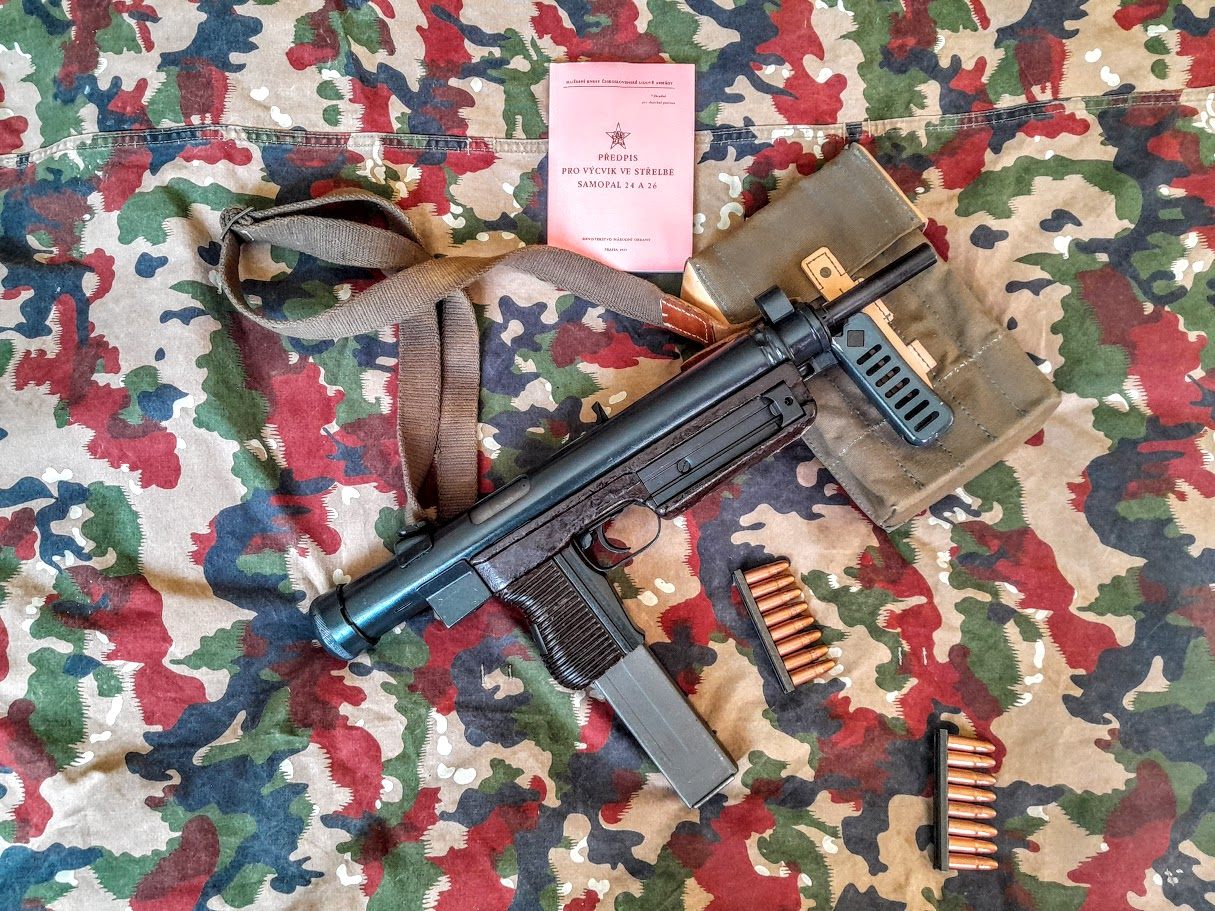
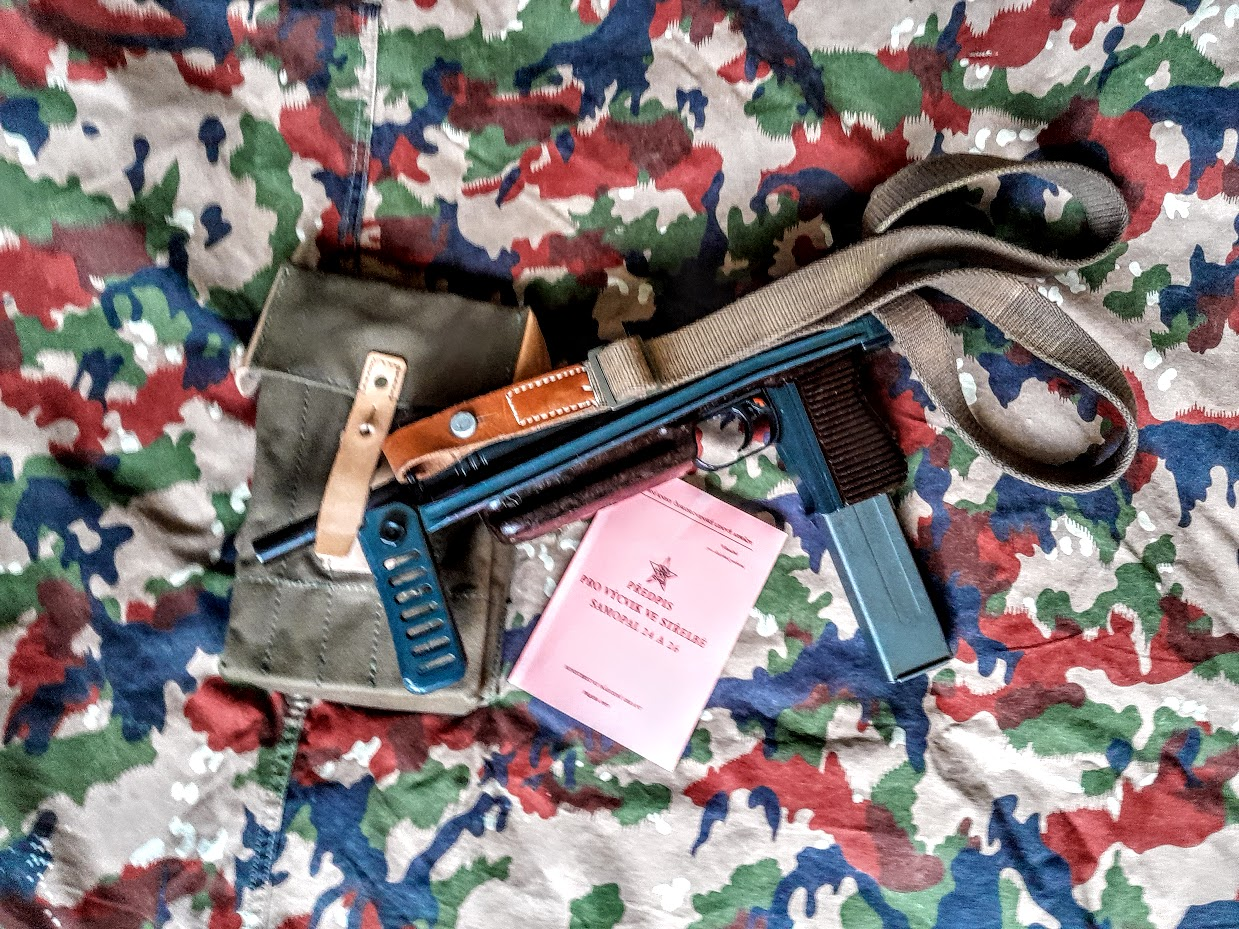
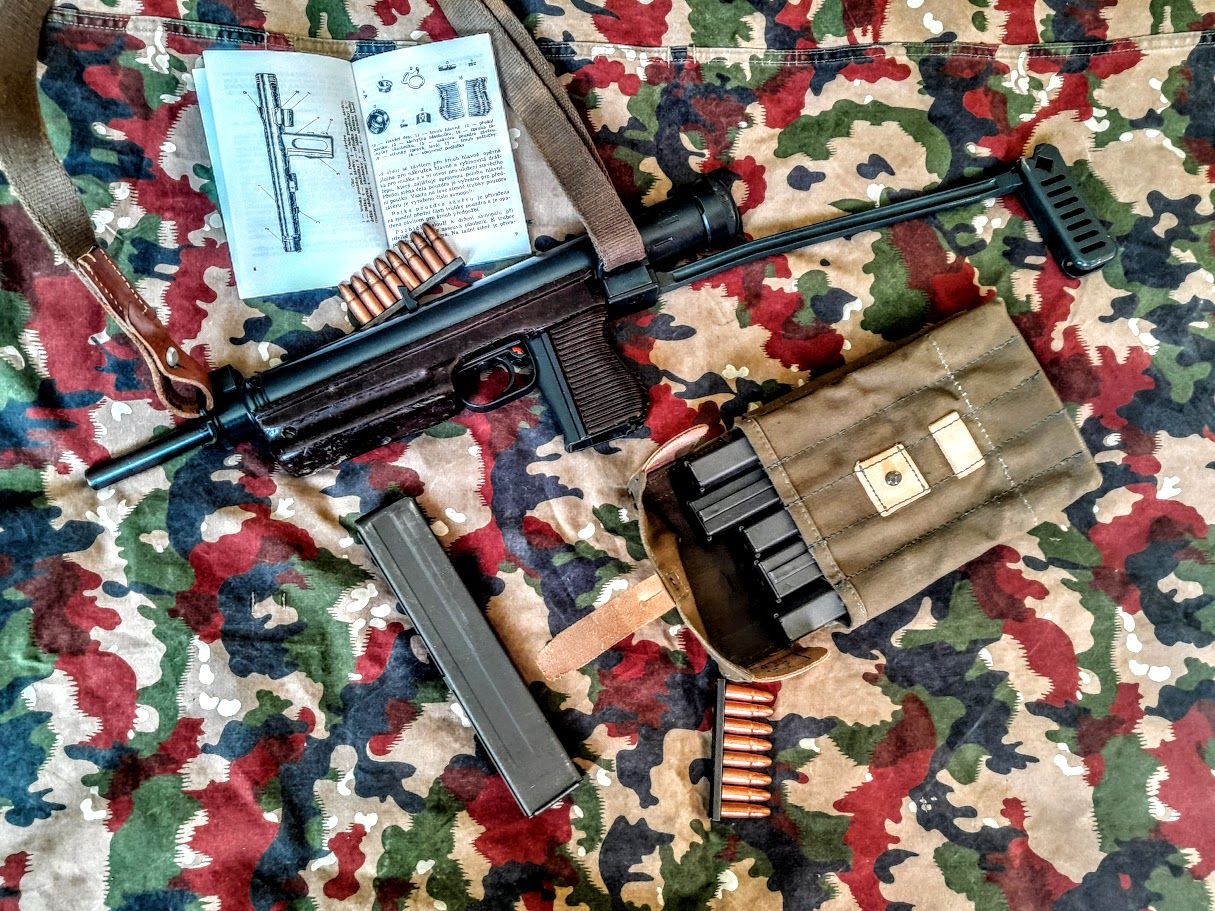

- Kuba
- Guinea
- Ghana
- Guinea-Bissau
- Maroko
- Mosambik
- Keňa
- Mali
- Angola
- Nigérie
- Biafra
- Egypt
- Irák
- Sýrie
- Rumunsko